# Historia de Polonia

Polonia entre 966 y 1030.

La historia de Polonia abarca tanto la historia del actual Estado de Polonia, como las pasadas entidades políticas y sociales de la región, hasta las antiguas poblaciones prehistóricas. Los pueblos eslavos pueblan este territorio desde hace 1500 años y la historia de Polonia como Estado abarca casi un milenio. El territorio de Polonia ha variado enormemente durante su historia. En el siglo XVI durante la Mancomunidad polaco-lituana formaba al estado más grande de Europa, antes de la expansión del Imperio ruso. Posteriormente no existió un estado polaco independiente. Polonia recuperó su independencia en 1918, después de más de un siglo de ser gobernada por sus Estados vecinos, pero sus fronteras fueron alteradas nuevamente después de la Segunda Guerra Mundial.

## Historia

### 966-1385
Durante la Edad Media, se encontraba dividida en varios grupos rivales de los cuales destacaban los vislanos y polanos, que vieron como su poder aumentó con el dominio de las rutas mercantiles. A finales del siglo X, los polanos dirigidos por la dinastía Piast, unificaron el territorio. Durante el gobierno de Miecislao I (960-992) se mantiene dicha unificación que abarcaba desde el Óder al Vístula y además se aproxima al resto de Europa con su conversión al cristianismo con lo cual se constituye como provincia eclesiástica autónoma en el año 1000. Poco después del año 1000 Polonia era un reino poderoso que se extendía desde Sajonia a las tierras de Kiev. En el siglo XIII la fragmentación interna provoca la erosión del estado inicial, pero a lo largo del siglo se consolida la base de un nuevo estado dominante que estaba por llegar.

### 1385-1795

República de las Dos Naciones, 1635.

La dinastía Jogalia de 1385-1569 formó la Mancomunidad polaco-lituana comenzando con el gran duque lituano Jogalia. La amistad probó ser beneficiosa para los polacos y lituanos, que jugaron el papel dominante en uno de los imperios más importantes de Europa por los siguientes tres siglos. La asociación produjo pronto beneficios en 1410 cuando las fuerzas de Polonia-Lituania derrotaron a los Caballeros Teutónicos en la batalla de Grunwald durante la guerra polaco-teutónica, venciendo por fin en el largo forcejeo con los cruzados renegados. La nueva dinastía polaco-lituana, llamada "Jagiellon" por su fundador, continuó aumentando sus dominios durante las décadas siguientes. A finales del siglo XV, representantes de los Jagiellon reinaron en Bohemia y Hungría así como Polonia-Lituania, estableciendo el gobierno de su familia sobre virtualmente toda Europa Oriental y Europa Central. El Nihil novi, acta adoptada por el Sejm en 1505, transfirió más poder legislativo al Sejm que al monarca. Este evento marcó el principio del período llamado la "Mancomunidad de los nobles" cuando el estado era gobernado por "libres e iguales" la szlachta. La Unión de Lublin de 1569 estableció a la Mancomunidad polaco-lituana como un participante muy influyente de la política europea y cultural como entidad.
La creación de la mancomunidad por la Unión de Lublin en 1569 fue una de las proezas de Segismundo II Augusto, último rey de la dinastía Jagellón. Su muerte en 1572 fue seguida por tres años de interregno, durante el cual se hicieron ajustes al sistema constitucional, que incrementó el poder de la nobleza (szlachta) y estableció una monarquía electiva.

Invasión sueca y rebelión cosaca, conocidas como El Diluvio.

La mancomunidad alcanzó su apogeo en la primera mitad del siglo XVII. Su poderoso Parlamento (Sejm) estaba dominado por los nobles, que los llevó a la Primera Guerra del Norte, arrasando el país por el largo conflicto religioso, devastando la mayor parte de la Europa contemporánea. La mancomunidad pudo detener al Zarato ruso, Suecia y vasallos del Imperio otomano, y al mismo tiempo lanzar una ofensiva expansionista contra sus vecinos.
Durante las varias invasiones a Rusia (1605-1618), debilitada por el Tiempo de problemas, las tropas de la Mancomunidad tomaron Moscú del 27 de septiembre de 1610 al 4 de noviembre de 1612, hasta que fueron expulsados por el alzamiento patriótico de Rusia.
El poder de la mancomunidad decayó después del doble ataque de 1648. El primer ataque supuso la mayor rebelión cosaca, ayudada por el Kanato de Crimea, en los territorios orientales de “Kresy” que resultó en pedir la protección del zar. 
En 1651, debido a la creciente amenaza de sus aliados tártaros, el atamán cosaco Jmelnytsky pide al zar Alejo I de Rusia que incorpore Ucrania como un ducado autónomo bajo la protección del Zarato ruso. (1654) Así, agregando influencia en Ucrania, gradualmente suplantan a Polonia. El otro ataque a la mancomunidad fue la invasión sueca en 1656 ayudada por Transilvania y Brandeburgo, conocida como la Avalancha.
En la segunda mitad del siglo XVII, la debilitada mancomunidad bajo el reinado del rey Juan III Sobieski en alianza con el emperador del Sacro Imperio Romano-Germánico, Leopoldo I de Habsburgo, vence al Imperio otomano en la batalla de Viena, que marca el final de 250 años de conflictos entre la Europa cristiana y el islam otomano. Por su resistencia a los avances musulmanes, se ganó el nombre de "Antemurale Christianitatis.

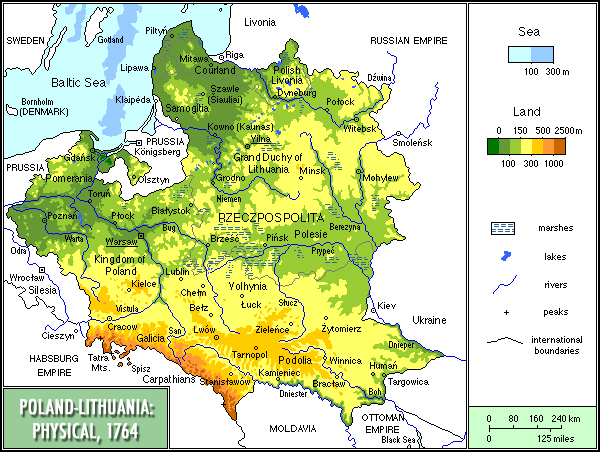
Polonia, 1770.

Durante los siguientes dieciséis días (en la "Guerra Turca"), los turcos fueron permanentemente dirigidos al sur del Danubio, y nunca más volverían a amenazar la Europa Central.
En el siglo XVIII, la democracia de los nobles gradualmente declinó en la anarquía, haciendo a esa una vez poderosa mancomunidad vulnerable a las influencias extranjeras. Eventualmente todos quisieron una parte de Polonia, y la obtuvieron, borrando a Polonia del mapa en 1795 (particiones de Polonia). La idea de independencia polaca fue guardada hasta el siglo XIX. La localización de Polonia en el centro de Europa se volvió significativa en un periodo en que Prusia y el Imperio ruso estaban intensamente involucrados en las rivalidades y alianzas europeas y los estados modernos se establecían por completo en el continente.

### 1795-1918
En el desarrollo de la I Guerra Mundial, desde el verano de 1915, Alemania y Austria-Hungría habían ocupado todos los territorios históricamente polacos, gracias a la eficacia de la ofensiva de Gorlice-Tarnów. Los alemanes propusieron la creación de un reino polaco el 5 de noviembre de 1916. La elección de un rey fue pospuesta, siempre considerándose como candidatos a miembros de la nobleza de la Casa de Habsburgo. La independencia de este estado polaco ocupado militarmente era dudosa, y el gobernador general alemán, coronel general Hans Hartwig von Beseler, ejercía el poder de facto.

### 1918-1939
Con la firma del Armisticio de Compiègne, el gobernador Von Beseler cedió el poder al general polaco Józef Piłsudski el 11 de noviembre de 1918. Esta migración de poder significó el establecimiento del primer estado polaco independiente en más de doce décadas. Luego de una sublevación polaca en territorios de Alemania, Polonia ganó más terreno. En el Tratado de Versalles, se reconoció internacionalmente la independencia polaca, y su frontera occidental fue definida, siendo la creación de un corredor polaco una de las innovaciones más polémicas. Si bien Polonia estuvo en paz con Alemania, su integridad territorial estaba lejos de ser segura.

La ofensiva soviética que casi acaba con la independencia de Polonia en 1920.

En efecto, algunas regiones pobladas por ucranianos dentro de Austria-Hungría declararon sus intenciones de independizarse bajo el nombre de la República Nacional de Ucrania Occidental, en octubre de 1918. Dichas regiones incluían a Galitzia, la Rutenia Transcarpática y la Bukovina. La República Popular Ucraniana había negociado secretamente dichos territorios con los austro-húngaros desde febrero del mismo año, siendo decepcionada finalmente. La mayoría polaca en Leópolis, capital del nuevo estado, no deseaba formar parte de una Ucrania occidental, e iniciaron un levantamiento antiucraniano. Dicho levantamiento recibió rápido apoyo polaco, lo que motivó a que las dos repúblicas ucranianas se unieran en enero de 1919 (véase guerra polaco-ucraniana). Esta unión fue simbólica, ya que no significó ninguna mejoría para la situación militar de los ucranianos de la Galitzia. Para julio de 1919, los ejércitos ucranianos fueron derrotados y los territorios de la Ucrania occidental fueron asimilados por Polonia. Dicha anexión no sería reconocida por la Sociedad de Naciones hasta marzo de 1923.
La República Popular Ucraniana reconoció las ganancias polacas en el oeste, a cambio de recibir apoyo en la ofensiva de Kiev, cuyo objetivo era asegurar la creación de un estado ucraniano con fronteras sólidas antes los bolcheviques. El inicio de la guerra polaco-soviética no entregó los resultados esperados: una contraofensiva soviética devolvió a los polacos a sus fronteras y aún más allá. Para inicios de agosto de 1920, unidades del Ejército Rojo, comandadas por el comandante Mijaíl Tujachevsky, se acercaron a Varsovia, en lo que se consideraba el último paso de la subyugación de Polonia. El resultado de la batalla de Varsovia dio un vuelco sorprendente el 16 de agosto, cuando tropas de reserva al mando del general Józef Piłsudski contraatacaron, expulsando a los soviéticos de Polonia. Una segunda derrota importante en la batalla del río Niemen, motivó a los bolcheviques a proponer un tratado de paz. Polonia, exhausta, aceptó definir una nueva frontera luego de una serie de cortas negociaciones. La nueva frontera fue plasmada en la Paz de Riga. Durante la guerra, los territorios destinados para el Estado ucraniano, fueron absorbidos por Polonia y la recién establecida Ucrania soviética.
Polonia también libró dos guerras cortas contra Checoslovaquia y Lituania en 1919 y 1920 respectivamente (véase conflicto fronterizo polaco-checoslovaco y guerra polaco-lituana); ganó la última y logró un arreglo fronterizo en la primera.
Aunque la política polaca durante el período de entreguerras estipulaba que la alianza militar con Francia obtenida en los Tratados de Locarno era la mejor garantía contra Alemania y la Unión Soviética, esto no impidió que Polonia firmara pactos de no-agresión con los soviéticos en 1932. Aunque los bolcheviques amenazaron con romper el pacto si Polonia ocupaba territorios checoslovacos durante la crisis de los Sudetes, estas amenazas no se cumplieron, y Polonia anexó Zaolzie y otras regiones con minorías polacas. Este pacto fue reafirmado en 1938.
Polonia también firmó un pacto de no-agresión con la Alemania nazi en 1934. Luego de que los polacos se negaran a permitir que la Ciudad libre de Dánzig fuera devuelta a Alemania, Hitler anuló el pacto en abril de 1939.

### 1939-1945
El 1 de septiembre de 1939, la Alemania nazi invadió Polonia. Dos días después, el Reino Unido y Francia le declararon la guerra al país agresor, dando inicio a la Segunda Guerra Mundial en Europa. La llanura polaca ofrecía una ventaja para el desplazamiento de los blindados alemanes, aunque los bosques y las carreteras mal construidas eran problemas que hacían más arduo el avance. El 8 de septiembre, los alemanes alcanzaban Varsovia, habiendo penetrado a través de las defensas polacas. Ellos comenzaron el asedio de Varsovia (8-28 septiembre). El 17 de septiembre, la Unión Soviética, siguiendo el protocolo adicional secreto del Pacto Ribbentrop-Mólotov firmado con la Alemania nazi, invadió Polonia desde el este, convirtiendo las defensas polacas en un caos mediante la apertura de un segundo frente. La defensa polaca no aguantaría la lucha en dos frentes a la vez. Un día más tarde, tanto el presidente polaco como el comandante en jefe huyeron a Rumanía. El 1 de octubre, después de un mes de asedio de Varsovia, las fuerzas hostiles entraron en la ciudad. Las últimas unidades polacas se rindieron el 6 de octubre. Polonia, sin embargo, nunca se rindió oficialmente a los alemanes. Algunas tropas polacas se fueron a países vecinos. Los ejércitos germanos y soviéticos no se atacaron entre sí, y se dividieron Polonia, como habían acordado en el Protocolo adicional secreto del Pacto Ribbentrop-Mólotov.
En la Polonia ocupada por Alemania, rápidamente la calidad de vida de los polacos, especialmente de los judíos de Polonia, se empezó a deteriorar, ya que la ideología nazi los calificaba como infrahumanos. En la lado soviético, la población también fue humillada, en este caso no por su raza, sino por su afiliación política. En la llamada masacre de Katyn, miles de oficiales polacos fueron ejecutados en masa.
Como consecuencia de la Campaña de Septiembre, la Polonia ocupada consiguió crear un poderoso movimiento de resistencia y contribuyó con fuerzas militares significativas al esfuerzo aliado durante el resto de la Segunda Guerra Mundial.

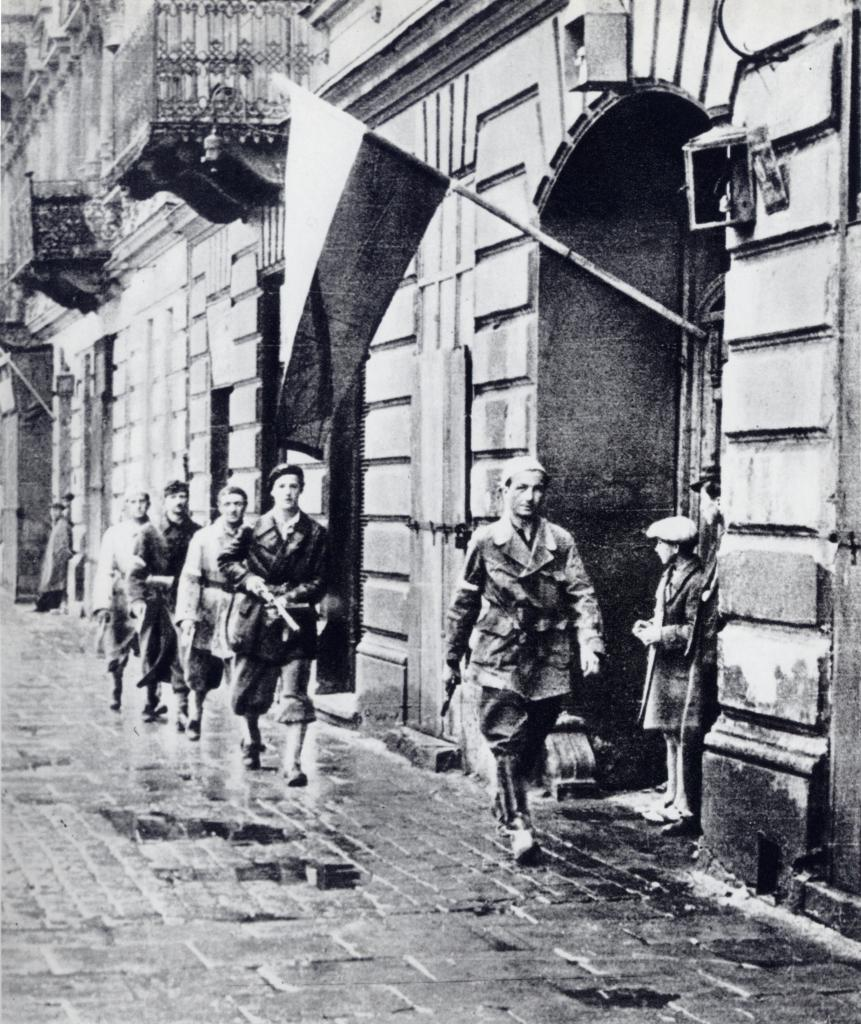
Soldados polacos patrullando las calles de Varsovia

En agosto de 1944, comenzó el alzamiento en Varsovia. El alzamiento de Varsovia tuvo lugar durante la ocupación nazi de Varsovia durante la Segunda Guerra Mundial. Fue planificado por el Armia Krajowa o Ejército Territorial, que representaba al gobierno constitucional en el exilio. Formaba parte de la llamada Operación Tempestad, cuyo objetivo era liberar Polonia antes de que lo hiciera la Unión Soviética. Las tropas polacas sostuvieron durante 63 días el asedio alemán, pero ante la falta de apoyo aliado, finalmente fueron superadas por las mucho mejor equipadas tropas alemanas. El final de la contienda se saldó con 250.000 civiles de Varsovia muertos, la mayoría ejecutados, y más del 85 % de los edificios de la ciudad destruidos.
Alemania administró el núcleo de los territorios polacos bajo su control bajo la forma del Gobierno General, siendo anexados a Alemania las regiones más occidentales. Las fuerzas de la Alemania nazi fueron forzadas a retirarse por el Ejército Rojo y voluntarios polacos, creándose en la posguerra la República Popular de Polonia, Estado socialista estrechamente aliado con la Unión Soviética. Sus fronteras, establecidas en la Conferencia de Potsdam, sufrieron un cambio drástico, ya que la "Línea Curzon A", establecida en el este, despojó a Polonia de territorios que recuperó en el oeste bajo la "Línea Oder-Neisse", a expensas de Alemania.

### 1945 hasta la actualidad

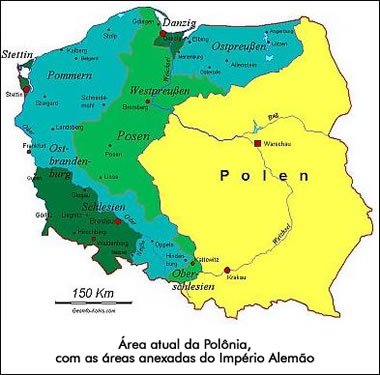
Áreas anexadas da Alemanha

A fines de los años 1980, un movimiento de oposición al gobierno, encabezado por el sindicato Solidarność  y Lech Walesa y apoyado por las potencias occidentales, llevó a la instauración del multipartidismo y el retorno a la economía de mercado como sistema económico, dando lugar al moderno Estado polaco, que cambió su nombre oficial a República de Polonia. Polonia ingresó en la Unión Europea en 2004.
El 10 de abril de 2010, un Túpolev Tu-154 del 36.º Regimiento de Aviación Especial que llevaba al presidente de Polonia Lech Kaczyński y a numerosas personalidades políticas importantes de ese país se estrelló durante la maniobra de aterrizaje en la base aérea de Smolensk, en Rusia, pereciendo todos los pasajeros a bordo. El presidente Kaczyński viajaba a la conmemoración del 70.º aniversario de la masacre de Katyn. La aeronave transportaba 89 pasajeros de la delegación polaca y a 8 miembros de tripulación.

### Colección de mapas
- Poland and West-Slavs 800-950 Archivado el 25 de octubre de 2017 en Wayback Machine.
- Poland 990-1040 Archivado el 13 de diciembre de 2017 en Wayback Machine.
- Poland 1040-1090 Archivado el 13 de diciembre de 2017 en Wayback Machine.
- Poland 1090-1140 Archivado el 11 de agosto de 2017 en Wayback Machine.
- Poland 1140-1250 Archivado el 13 de diciembre de 2017 en Wayback Machine.
- Poland 1250-1290 Archivado el 12 de febrero de 2017 en Wayback Machine.
- Poland 1290-1333 Archivado el 12 de febrero de 2017 en Wayback Machine.
- Poland 1333-1350 Archivado el 24 de diciembre de 2007 en Wayback Machine.
- Poland 1350-1370 Archivado el 11 de agosto de 2017 en Wayback Machine.
- Poland 1550
- Poland 1677
- Poland 1773
- Poland 1939
- Poland 2004
- Poland (flash version)

- Datos: Q199569
- Multimedia: History of Poland / Q199569